# Geoffrey Cheah
Geoffrey Robin Cheah, född 10 november 1990 i Camden, London, England, är en hongkongsk simmare.
Cheah tävlade för Hongkong vid olympiska sommarspelen 2016 i Rio de Janeiro, där han blev utslagen i försöksheatet på 50 meter frisim.